# الدوري البرتغالي الممتاز 2023–24
الدوري البرتغالي الممتاز 2023–24 (بالبرتغالية: Primeira Liga de 2023–24‏) هو الموسم التسعين من الدوري البرتغالي الممتاز، الدوري الاحترافي الأعلى لأندية كرة القدم البرتغالية والموسم الثالث تحت لقب الدوري البرتغالي الممتاز الحالي. كان هذا هو الموسم السابع من الدوري البرتغالي الممتاز الذي يستخدم تقنية حكم الفيديو المساعد (VAR). كان بنفيكا هو حامل اللقب، بعد أن فاز بلقبه الـ38 في الموسم السابق.
منذ أن هبطت البرتغال من المركز السادس إلى المركز السابع في تصنيفات معامل اليويفا في نهاية موسم 2022-2023، يمكن فقط للفريقين الأفضل تصنيفًا التأهل إلى دوري أبطال أوروبا (يدخل الأبطال مباشرة إلى مرحلة المجموعات، ويدخل الوصيف الجولة التأهيلية الثالثة). تأهل الفائز بكأس البرتغال إلى مرحلة المجموعات في الدوري الأوروبي، بينما تأهل الفريق صاحب المركز الثالث إلى الدور التمهيدي الثاني من الدوري الأوروبي. في هذه الأثناء، يتأهل الفريق صاحب المركز الرابع إلى الدور الثاني من تصفيات الدوري الأوروبي.  
في 5 مايو، تم تأكيد فوز سبورتنج لشبونة بالبطولة قبل مباراتين من نهاية الموسم بعد هزيمة بنفيكا 2-0 خارج أرضه أمام فاماليكاو، ليحصد النادي لقبه العشرين في الدوري والأول منذ موسم 2020-21.